# Лі Тін (стрибунка у воду)
Лі Тін (1 квітня 1987) — китайська стрибунка у воду.
Учасниця Олімпійських Ігор 2004 року. Чемпіонка світу з водних видів спорту 2003 року в синхронних стрибках з десятиметрової вишки. Чемпіонка світу з водних видів спорту 2005 року в синхронних стрибках з триметрового трампліна.